# Battista Malatesta
Battista Malatesta (c. 1384-1448), també coneguda com a Battista di Montefeltro o Baptista, va ser una poetessa italiana del Renaixement.

## Vida
Baptista Malatesta era filla d'Antonio II da Montefeltro, comte d'Urbino, i neta de Federico II da Montefeltro. El 14 de juny de 1405 va contraure matrimoni amb Galeazzo Malatesta, hereu del senyoriu de Pesaro. Galeazzo va començar a governar el 1429 però fou tan odiat com a governant, que el 1431, després de dos anys en el poder, el van foragitar de la seva ciutat. La seva esposa va trobar refugi a la seva antiga casa d'Urbino. Durant vint anys ella va viure una vida apartada. En morir el 1488, era germana de l'orde franciscà Santa Clara.

## De studiis et litteris
Baptista era una dona instruïda de l'aristocràcia, que havia estudiat filosofia i idiomes, i era poetessa i oradora. S'escrivia amb altres erudits de la seva època, com per exemple Leonardo Bruni. La carta de Bruni a Baptista Malatesta de Montefeltro, titulada De studiis et litteris, va ser escrita al començament del segle xv (en 1424). Bruni hi descriu un currículum d'estudis adequat per a les dones, il·lustrant la creença, que havien sostingut els humanistes del Renaixement, que era "valuós que homes i dones sense distincions" seguissin estudis clàssics. De studiis et litteris és el primer exemple conegut d'un diàleg humanista entre gèneres sobre l'educació de la dona.
Battista va saludar l'emperador Segismund de Luxemburg al seu pas per Urbino el 1433, amb una oració en llatí, la qual àdhuc mig segle després va ser considerada digna de quedar registrada en els papers.